# Euryte pseudorobusta
Euryte pseudorobusta – gatunek widłonoga z rodziny Euryteidae. Nazwa naukowa gatunku została po raz pierwszy opublikowana w 1964 przez holenderskiego zoologa Willema Vervoorta (1917–2010).